# Diane DiPiazza
Diane DiPiazza (Lodi, ...) è una bassista e artista statunitense.
È stata la prima bassista dei Misfits, con cui non ha però mai pubblicato alcun album, presto sostituita da Jerry Only. Diane DiPiazza si occupa della creazione di font, di oggetti vintage in bianco e nero per dinc! oltre ad essere una direttrice artistica per mystifyinglyGLADdesign, con cui disegna poster ed altri oggetti in tema rock; sta lavorando alla pubblicazione di Last Year's Fab Rave, album in cui suona tutti gli strumenti musicali.